# Nomada perbella
Nomada perbella är en biart som först beskrevs av Henry Lorenz Viereck 1905.  Nomada perbella ingår i släktet gökbin, och familjen långtungebin. Inga underarter finns listade i Catalogue of Life.